# Harbor View, Ohio
Harbor View là một làng thuộc quận Lucas, tiểu bang Ohio, Hoa Kỳ. Năm 2010, dân số của làng này là 123 người.